# Economia Georgiei
Economia Georgiei se bazează în mod tradițional pe turismul de pe coasta Mării Negre, pe cultura viticolă, a citricelor și a ceaiului, precum și pe exploatarea manganului și a cuprului. Sectorul industrial este axat azi pe producția metalurgică, textilă și chimică.

## Scurt istoric
Georgienii erau renumiți încă din secolul al III-lea î.Hr. ca făuritori de arme. În Munții Caucazi se exploata aurul, argintul, cuprul și fierul. Meșteșugarii georgieni au produs (conform legendelor) săbiile războinicilor ahei și troieni care s-au înfruntat în fața zidurilor Ilionului. Georgienii au devenit de-a lungul timpului faimoși ca războinici, însă nu ca negustori. Comerțul georgian a fost în mare parte practicat de armeni.  
În secolul al XI-lea s-a consolidat sistemul feudalist în Georgia. Țăranii erau de obicei legați de glie, aparținând coroanei, bisericii sau nobililor. Țara era administrată de viziri și guvernatori regionali ("eristavis"), ale căror funcții erau de regulă ereditare. Economia georgiană a înflorit în secolul al XII-lea și la începutul secolului al XIII-lea, când țara devenise cea mai mare putere din Transcaucazia. Atunci s-a dezvoltat în mod deosebit comerțul cu orientul mijlociu. 
În perioada sovietică Georgia s-a putut mândri cu un nivel de trai înalt în raport cu alte republici sovietice, ea era numită de observatori occidentali "Elveția Caucazului". Clima subtropicală permitea recolte foarte bune în agricultură, în plus Georgia era aproape singura producătoare de citrice și ceai din Uniunea Sovietică. Vinul georgian era foarte apreciat de ruși, dar acest lucru nu a fost tocmai favorabil viticulturii georgiene. Producția viticolă a fost forțată, ca de altfel și în RSS Moldovenească, pentru a corespunde cererii de vin ieftin, de masă. Astfel, suprafața de cultivare a viței de vie a crescut între 1950 și 1985 de la 58.000 la 128.000 ha,iar producția de vin însuma în anii '80 cam 800.000 tone. Turismul a înflorit în perioada sovietică. Industria grea și de armament s-au dezvoltat după cel de-al Doilea Război Mondial.
Colectivizarea nu a fost generală în Georgia, jumătate din producția agricolă provenea din sectorul particular. Țăranii georgieni erau în majoritate înstăriți și își vindeau ei înșiși produsele în orașele Rusiei. În vestul țării se creșteau în mod tradițional bovine, în est ovine.

## Problema resurselor de energie

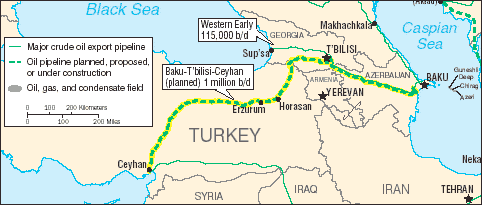
Traseul conductei petrolifere Baku-Tbilisi-Ceyhan (BTC)

Georgia nu dispune decât de puține resurse de energie, ceea ce creează o dependență de gazele naturale aduse din Rusia care a provocat multe situații de conflict. Problemele energetice au favorizat în ultimul timp o colaborare mai strânsă cu Turcia și Azerbaidjanul. Georgia este legată deja de aceste țări prin noua conductă care transportă petrolul de la Marea Caspică în Turcia. Această conductă este cunoscută și sub numele de oleoductul Baku-Tbilisi-Ceyhan, întrucât face legătura între Baku și portul mediteraneean Ceyhan. Ea va fi însoțită de o conductă de gaze naturale și de o cale de linie ferată care vor avea un rol crucial în comerțul dintre Asia și Europa. Acest proiect exclude Armenia și este criticat din acest motiv de guvernul de la Erevan. Noua importanță geostrategică a Georgiei nu a dus deocamdată la o ameliorare a situației economice.

## Vinul georgian

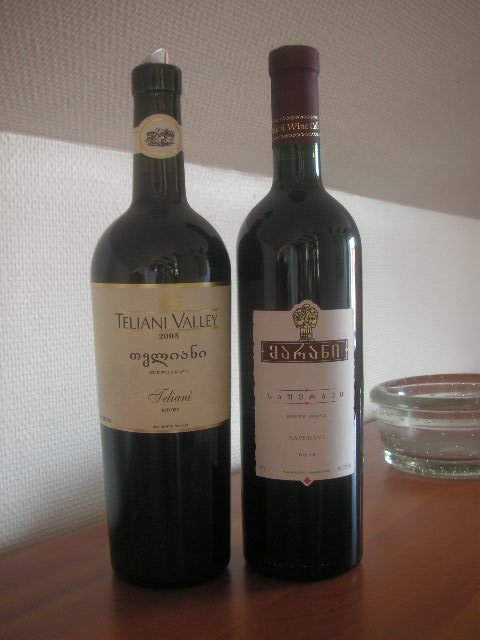
Vinurile roşii Teliani şi Marani

Georgia are probabil cea mai veche cultură viticolă a lumii. Parțial mai sunt folosite procedee de vinificare străvechi, de fermentare a mustului în ulcioare de lut (kvevri). Pentru export se produc cu mijloace moderne vinuri de amestec precum Mukuzani sau Tsinandali, georgienii înșiși preferă însă vinurile obținute prin metode tradiționale. Regiunea Kaheției în estul țării, unde se produc două treimi din vinul georgian, a devenit renumită mai ales prin vinuri grele roșii, dintre care Saperavi este cel mai răspândit, dar produce între timp și vinuri albe de nivel acceptabil ca Tibaani,  Rkatsiteli sau Gurjaani. Kartli rămâne însă cea mai importantă zonă viticolă (în sudestul Georgiei). În ultima perioadă au început și investorii străini să producă vinuri georgiene care se exportă în cantități mari, în Kaheția a apărut marca GWS a concernului Pernod Ricard, firma americană Bagrationi produce vinuri spumoase ușoare. Pe plan internațional renumele vinului georgian este în creștere, în pofida deselor lui interdicții pe piața rusă.  

## Problemele majore
Corupția, instabilitatea politică în general și mișcările secesioniste în special, precum și o infrastructură necorespunzătoare standardelor actuale sunt principalele piedici în calea dezvoltării economice.